# Hieracium adunantidens
Hieracium adunantidens es una especie de planta con flor del género Hieracium, de la familia Asteraceae, orden Asterales.

## Distribución
Hieracium adunantidens se distribuye por la parte europea de Rusia.

## Taxonomía
Fue descrita científicamente por Román Shliákov. Fue publicada en Fl. Murmansk. Obl. 5: 346, 441 (1966).